# Matéri
Matéri es una comuna beninesa perteneciente al departamento de Atakora.
En 2013 tenía 113 958 habitantes, de los cuales 24 490 vivían en el arrondissement de Matéri.
Se ubica en el noroeste del departamento y su territorio es fronterizo con Burkina Faso y Togo.

## Subdivisiones
Comprende los siguientes arrondissements:
- Dassari
- Gouandé
- Matéri
- Nodi
- Tantéga
- Tchianhoun-Cossi